# Conjunt de cases del carrer del Torb (Puigcerdà)
El Conjunt de cases del carrer del Torb és una obra eclèctica de Puigcerdà a la comarca de la Baixa Cerdanya inclosa a l'Inventari del Patrimoni Arquitectònic de Catalunya.

## Descripció
És un conjunt d'habitatges unifamiliars de planta baixa, un pis i sotacoberta, amb coberta a dues aigües.
Totes són tenen una construcció molt similar. Es va utilitzar el llenguatge arquitectònic habitual de l'època, és a dir, un estil eclèctic molt senzill i amb materials econòmics.

## Història
Si bé una a una tindrien poc interès, sí que per tractar-se d'un conjunt caldria conservar-les, ja que són reflex d'una època.